# 游戏化学习
游戏化学习(Learning through play)，又称为学习游戏化，就是采用遊戲化的方式进行学习。它是目前比较流行的教学理论和教育实践。

## 概述
爱好游戏是人类的天性。但是沉溺于游戏之中，则使人玩物丧志，影响学习、工作和生活，因此电子游戏曾经被教育界公认为“电子海洛因”。处理得不善，网瘾也会成为社会问题。
不過，如果将学生对游戏的喜好转化为對学习的动機，則可以使教師的努力事半功倍。這正是游戏化学习研究的核心。
目前这种观点，存在两种倾向：
1. 第一種观点引用了評估中學習的理論，透過利用编訂教学游戏软件或電子課本，将教学的内容串聯游戏或網上競技的方法引導学生進入學習狀態，而避免了传统授課模式的死板和枯燥。這種方式目前在香港有小學正在試行，試點學校計有油蔴地天主教小學 (海泓道)及將軍澳的佛教黃藻森小學。
2. 另一种观点认为，游戏本身即具学习性。因此，通过研究游戏的特性，用这些特性来改造学习机制，使得学习本身成为一项游戏——而不是将其中的内容通过游戏表达出来。這種觀點主要存在於歐美國家，特別是紐西蘭。

## 實行現況
目前游戏化学习的研究，在歐美國家已初見成效。不少學校都在教學中加入遊戲元素，特別是需要體力消耗的活動。例如：在拋壘球的練習裡，突然向學生提出數學問題，使學生在接球的現場可以因著體驗和觀察而提出答案。這樣做，比單單背乘數表的效果更為理想。
相關的應用在中国仅处于初步阶段。对游戏的认识以及在教学中的应用，都含糊不清。在香港，由於業內的校長和老師都比較保守，再加上一般家長對“從遊戲中學習”這個新的教學方法並沒有深刻的認識，經常都是單方面向學校或教育統籌局投訴學校花太多時間在遊戲之上，使遊戲化學習的發展與推廣在香港停滯不前。

## 教育游戏分类
- 幼儿游戏
- 数学游戏
- 语文游戏
- 英语游戏
- 科学游戏
- 综合游戏